# Friedrich I. (Prag)
Friedrich I. (tschechisch Bedřich I.; * um 1117; † 31. Januar 1179) war Bischof von Prag.

## Leben
Friedrich, Sohn des Pfalzgrafen Friedrich IV., soll ein Verwandter der böhmischen Königin Judith von Thüringen gewesen sein. Er war Prämonstratenserchorherr in Magdeburg und siedelte später in das Kloster Strahov über.
Nach dem Tod des gewählten aber noch nicht geweihten Prager Bischofs Gotpold wurde Friedrich mit Unterstützung der Königin Judith 1169 zu dessen Nachfolger gewählt. Es ist nicht bekannt, durch wen und wo seine Bischofsweihe erfolgte.
Die Amtszeit des Bischofs Friedrich fiel in eine politisch unruhige Zeit. 1172 verzichtete Herzog Vladislav II., der seit 1158 König von Böhmen war, zugunsten seines Sohnes Friedrich auf den Thron. Da er hierzu die Zustimmung des Kaisers Barbarossa nicht eingeholt hatte, musste Friedrich zurücktreten. Der Nachfolger Soběslav II., der vom Kaiser nur als Herzog belehnt wurde, vertrieb Herzog Friedrich.
Da Bischof Friedrich ein Anhänger des Königs Vladislav und von dessen Sohn Friedrich war, machte er sich am neuen Herzogshof unbeliebt. Die Beziehungen zwischen Bischof und dem amtierenden Herzog Soběslav verschlechterten sich nochmals, als Papst Alexander 1177 den Herzog exkommunizierte, weil dieser bei einem Kriegszug Kirchen in Niederösterreich verwüstet hatte.
Weil Bischof Friedrich die Landessprache nicht beherrschte, war er auch beim Volk nicht sehr beliebt. Die Rückkehr des vertriebenen Herzogs Friedrich und dessen kaiserliche Belehnung erlebte er nicht mehr, da er einige Monate vorher verstorben war.